# Détroit de La Pérouse
Le détroit de La Pérouse (en russe : Пролив Лаперуза, Proliv Laperuza) ou détroit de Sōya (宗谷海峡, Sōya Kaikyō) en japonais, est un détroit de la mer du Japon qui sépare l’île de Hokkaidō (Japon) de l’île de Sakhaline (Russie).
Large de 43 km et profond de 25 à 40 m, il relie entre elles la mer du Japon et la mer d'Okhotsk.
Il doit son nom international au navigateur français Jean-François de La Pérouse qui fut le premier Européen à le traverser en 1787, et à passer le cap Crillon. Son nom japonais vient du nom du cap Sōya sur Hokkaidō.